# Calen Carr
Calen Carr (ur. 4 października 1982 w Oakland) – amerykański piłkarz grający na pozycji napastnika. Grał w Major League Soccer w Houston Dynamo i Chicago Fire.